# Павијан
Павијани или бабуни (лат. Papio) су род примата из породице мајмуни Старог света (Cercopithecinae). Врсте овог рода насељавају Африку и Арабију. Постоји пет врста бабуна, обично познатих као хамедријас бабун, гвинејски павијан, маслинасти павијан, жути павијан и чакма бабун. Свака врста је пореклом из једног од пет подручја Африке, а павијан хамадријас је пореклом из дела Арабијског полуострва. Пет врста павијана су неки од највећих нечовеколиких чланова реда примата; само су мандрил и дрил већи. Раније су блиско сродни гелада (род Theropithecus) и две врсте (мандрил и дрил) из рода Mandrillus сврставани у исти род, а ови мајмуни Старог света се и даље често називају павијанима у свакодневном говору. Маса и висна им се разликују од врсте до врсте. Гвинејски павијан је висок 50 cm и тежи само 14кг, док је највећи Капски павијан, који може достићи 120 cm и тежину од 40кг.
Павијани се разликују у величини и тежини, зависно од врсте. Најмањи, кинда бабун дуг је 50  и тежи само 14 , док је највећи, чакма бабун, дуг до 120  и тежи око 40 . Сви бабуни имају дуге њушке налик псима, тешке, снажне вилице с оштрим псећим зубима, добро постављених очију, густог крзна, осим на њушкама, кратких репова и јастучића коже без длачица, без длака на истуреним задњицама под називом ишијумске жуљевитости које омогућавају удобно седење. Мужјаци хамадријас бабуна имају велике беле гриве. Бабуни имају сексуални диморфизам у величини, боји и/или развоју псећих зуба.
Бабуни су животиње које током дана бораве на тлу, али ноћу спавају на дрвећу или на високим литицама или камењу, далеко од грабежљиваца. Налазе се у отвореним саванама и шумама широм Африке. Они су сваштоједи: уобичајени извори хране су траве, семе, корење, лишће, кора, разно воће, инсекти, рибе, шкољке, глодари, птице, вервет мајмуни и мале антилопе. Њихови главни грабежљивци су нилски крокодил, леопарди, лавови и хијена. Већина бабуна живи у хијерархијским трупама које садрже хареме. Бабуни могу гласовним разменама утврдити какви су односи доминације између индивидуа.
Генерално, сваки мужјак се може парити са било којом женком; редослед парења мужјака делом зависи од њиховог социјалног ранга. Женке обично рађају након шестомесечне трудноће, обично једног младунца. Женке имају тенденцију да буду примарни скрбници младих, иако неколико женки може да делити дужности свих својих потомака. Потомци се одбију од дојења након отприлике годину дана. Полну зрелост достижу са око пет до осам година. Мужјаци напуштају своју родну групу, обично пре него што достигну полну зрелост, док већина женки остаје у истој групи цели живот. Бабуни у заточеништву живе до 45 година, док у дивљини у просјеку имају између 20 и 30 година.

## Распрострањеност
Бабуни насељавају готово целу Африку. Поред људи, једини су примати, који се такође могу наћи на североистоку континента, у Египту, Етиопији и Судану. Нема их само у северозападној Африци и на Мадагаскару. Гривасти павијан се такође може наћи и у Саудијској Арабији и у Јемену на Арапском полуострву; али постоји могућност да га је ту довело локално становништво.

## Таксономија и филогенија
Званично постоји пет врста у роду Papio које се обично признају, иако постоје одређене несугласице у томе да ли су заиста врсте или подврсте. Они су P. ursinus (капски павијан, који обитава у јужној Африци), P. papio (западни, црвени, или гвинејски павијан, који насељава западну Африку), P. hamadryas (гривасти павијан, може се наћи у југозападној Африци, на Рогу Африке и у Арабији), P. anubis (маслинасти павијан, насељен је у северно-централној афричкој савани) и P. cynocephalus (жути павијан, у јужно-централној и источној Африци). Многи аутори признају P. hamadryas као врсту, док све остале третирају као подврсте P. cynocephalus и колективно их ословљавају као „савански павијани”. Недавне морфолошке и генетичке студије павијана показују да су гривасти павијани у ближем сродству са северним врстама бабуна (попут гвинејског и маслинастог бабуна) у односу на јужне врсте (жути и капски бабун).

### Фосили
Постоји неколико познатих фосилних врста павијана, од којих су најпознатији Papio ingens (понекад Dinopithecus ingens). Познат и као „велики павијан” вероватно је био величине гориле и живео у геолошком периоду плеистоцена пре око 1,7 милиона година у источној Африци. Претпоставља се да су се Papio ingens углавном хранили биљкама. Најстарији фосил бабуна припада врсти Papio angusticeps, чија је делимично очувана лобања нађена у јужноафричкој Малапа пећини 2015., на археолошком локалитету човеколиког Australopithecus sediba, овај фосил је стар од 2,026 до 2,36 милиона година. Ова врста је живела пре или у време постојања најновијег заједничког претка живећих врста, чија старост је одређена према молекуларном времену на 1,8 до 2,2 милиона година старости.

### Врсте
Према традиционалној класификацији признато је пет врста унутар рода Papio. Неки научници сматрају да би бар још две форме требало признати као посебне врсте, то су кинда павијан (P. cynocephalus kindae) и сивоноги павијан (P. ursinus griseipes) који насељава Замбију, Боцвану, Зимбабве, Мозамбик, северни део Јужне Африке. Међутим, садашња сазнања о морфолошкој, генетској, и различитости у понашању унутар рода Papio су сувише мала да би било коначног, свеобухватног суда о овом питању.
Пет врста павијана у роду Papio су:
- Гривасти павијан
- Гвинејски павијан
- Маслинасти павијан
- Жути павијан
  - Централни жути павијан
  - Ибеан павијан
  - Кинда павијан
- Капски павијан
  - Капски чакма
  - Сивоноги павијан
  - Руакана чакма

| Слика | Научно име | Уобичајено име   | Распрострањење                                                                                                 |
| ----- | ---------- | ---------------- | --- |
|       |            | Хамадријас бабун | Од Црвеног мора у Еритреји до Етиопије, Џибутија, Сомалије, југозападне Арабије, у Јемену и Саудијској Арабији |
|       |            | Гвинејски бабун  | Гвинеја, Сенегал, Гамбија, Јужна Мауританија и Западни Мали                                                    |
|       |            | Маслинасти бабун | Екваторска Африка                                                                                              |
|       |            | Жути бабун       | Од Кеније и Танзаније до Зимбабвеа и Боцване.                                                                  |
|       |            | Чакма бабун      | Јужна Африка северно до Анголе, Замбије и Мозамбика                                                            |

Многи аутори разликују P. hamadryas као пуну врсту, али све остале сматрају подврстама P. cynocephalus и заједнички их називају „саванским бабуонима”. Ово становништво се заснива на аргументу да се павијан хамедријас, по понашању и физичком разликује од осталих врста бабуна и да одражава засебну еволуцијску историју. Међутим, недавна морфолошка и генетичка испитивања рода Papio показују да је хамедријас присније повезан са северним врстама бабуна (Гвинеја и маслинасти бабуни) него са јужним врстама (жутим и чакма бабунима).
Традионална класификација у пет облика вероватно недовољно представља варијацију унутар рода Papio. Неки коментатори тврде да би требало препознати још најмање два облика, укључујући мајушног кинда бабуна (Papio cynocephalus kindae) из Замбије, ДР Конго и Ангола, те сивоногог бабуна (Papio ursinus griseipes) у Замбији, Боцвани, Зимбабвеу, Мозамбику и северној Јужној Африци. Међутим, садашње знање о морфолошкој, генетичкој и етолошкој разноликости унутар рода Papio је сувише слабо да би се могао донети коначан, свеобухватан суд о овом питању.

## Филогенија
У 2015. пронађена је најстарија фосилна бабуна, од пре два милиона година.

## Павијани и људи
У египатској митологији, Баби је приказан као гривасти павијан и сматра се да је био света животиња. Био је познат као пратилац Теута, па се назива и свети бабун.